# Pax meadi
Pax meadi är en spindelart som först beskrevs av O. Pickard-Cambridge 1872.  Pax meadi ingår i släktet Pax och familjen Zodariidae. Inga underarter finns listade i Catalogue of Life.